# Tarphius gabrielae
Tarphius gabrielae é uma espécie endémica de uma única ilha restrita à ilha do Pico Açores, Portugal. É uma espécie muito rara, com extensão de ocorrência (8 km²) e área de ocupação (8 km²) restritas. Há um declínio contínuo na EOO, AOO, extensão e qualidade do habitat, bem como no número de indivíduos maduros como resultado das invasões de plantas não nativas. A espécie ocorre apenas no solo e em troncos mortos de árvores endémicas principalmente Euphorbia stygiana. No passado, a espécie provavelmente diminuiu fortemente devido a mudanças no tamanho do habitat. Portanto, sugerimos como futuras medidas de conservação um plano de monitoramento de longo prazo da espécie e controle de espécies invasoras. A espécie é avaliada como CR Criticamente Ameaçada.

## Geografia
Tarphius gabrielae é uma espécie endémica insular restrita à ilha do Pico (Açores, Portugal), conhecida da Reserva Florestal Natural da Lagoa do Caiado. A extensão de ocorrência (EOO) é de 8 km² e a área máxima estimada de ocupação (AOO) é de 8 km².